# Чемпионат Европы по самбо 1993
Из-за раскола в международном самбо в 1993 году прошли два альтернативных чемпионата под эгидой ФИАС и МФС (Международная федерация самбо).

## ФИАС
XII Чемпионат Европы по самбо 1993 года прошёл в июне в Калининграде с 30 апреля по 2 мая. В соревнованиях приняли участие спортсмены 8 стран: Белоруссия, Болгария, Испания, Латвия, Литва, Молдавия, Польша, Россия.

### Медалисты
| Весовая категория | Золото                     | Серебро                     | Бронза                         |
| ----------------- | -------------------------- | --------------------------- | ------------------------------ |
| до 48 кг          | Грачик Геворкян · Россия   | М. Семеринский · Беларусь   | В. Попов · Латвия              |
| до 52 кг          | Абрам Агамирян · Россия    | Р. Данилявичус · Литва      | Валентин Павлов · Болгария     |
| до 57 кг          | Алексей Архипов · Россия   | И. Церек · Беларусь         | Э. Рудас · Литва               |
| до 62 кг          | Владимир Куликов · Россия  | А. Ясинский · Польша        | Яким Ранков · Болгария         |
| до 68 кг          | Валерий Белов · Россия     | Р. Ласковский · Польша      | Р. Матулис · Литва             |
| до 74 кг          | Николай Игрушкин · Россия  | А. Мечковский · Литва       | М. Заколяпин · Латвия          |
| до 82 кг          | Гусейн Хайбулаев · Россия  | Пятрас Мажейка · Литва      | Виталий Михеев · Польша        |
| до 90 кг          | Ц. Петров · Болгария       | Гинтарас Грибаускас · Литва | Александр Дунаев · Россия      |
| до 100 кг         | Владимир Румянцев · Россия | Андрей Костюк · Беларусь    | Ричардас Роцявичюс · Литва     |
| свыше 100 кг      | Мурат Хасанов · Россия     | В. Гыштемулте · Молдова     | Альгимантас Грибаускас · Литва |

### Командный зачёт
| # | Страна   | Очки | Золото | Серебро | Бронза | Всего |
| - | -------- | ---- | ------ | ------- | ------ | ----- |
| 1 | Россия   | 67   | 9      | 0       | 1      | 10    |
| 2 | Литва    | 40   | 0      | 4       | 4      | 8     |
| 3 | Болгария | 30   | 1      | 0       | 2      | 3     |
| 4 | Беларусь | 24   | 0      | 3       | 0      | 3     |
| 5 | Польша   | 24   | 0      | 2       | 1      | 3     |
| 6 | Латвия   | 10   | 0      | 0       | 2      | 2     |
| 7 | Молдова  | 8    | 0      | 1       | 0      | 1     |
| 8 | Италия   | 1    | 0      | 0       | 0      | 0     |

## МФС
II чемпионат Европы под эгидой МФС прошёл в Турине 6-10 августа. 

### Медалисты
| Весовая категория | Золото                        | Серебро                           | Бронза                                                         |
| ----------------- | ----------------------------- | --------------------------------- | -------------------------------------------------------------- |
| до 48 кг          | Интигам Азизов · Азербайджан  | Николай Цыпандин · Беларусь       | Геннадий Сандеровский · Украина Нестор Хергиани · Грузия       |
| до 52 кг          | Джейхун Мамедов · Азербайджан | Павел Мамедов · Украина           | Мевлуд Меладзе · Грузия Данил Сайфутдинов · Россия             |
| до 57 кг          | Николай Афанасьев · Украина   | Мушвиг Джафаров · Азербайджан     | Михаил Абашидзе · Грузия Вадим Лютин · Россия                  |
| до 62 кг          | Вардан Восканян · Армения     | Олег Сабадаш · Украина            | Натик Багиров · Беларусь Эльчин Султанов · Азербайджан         |
| до 68 кг          | Азер Джафаров · Азербайджан   | Валерий Данилов · Беларусь        | Константин Кузьмин · Украина Арчил Чохели · Грузия             |
| до 74 кг          | Вадим Усов · Россия           | Виктор Жданов · Украина           | Арчил Бидзинашвили · Грузия Шахмураз Гасымов · Азербайджан     |
| до 82 кг          | Владимир Черных · Беларусь    | Нурмагомед Нурмагомедов · Украина | Шамиль Сафиханов · Азербайджан Александр Задубровский · Россия |
| до 90 кг          | Эльшан Поладов · Азербайджан  | Вано Гамхиташвили · Грузия        | Валерий Юданов · Украина Виктор Шейко · Беларусь               |
| до 100 кг         | Михаил Плис · Украина         | Мовлуд Миралиев · Азербайджан     | Евгений Долинин · Беларусь Вепхвия Капанадзе · Грузия          |
| свыше 100 кг      | Олег Зинченко · Украина       | Валерий Парунашвили · Грузия      | Ричард Вери · Франция Леонид Ходунков · Эстония                |